# M61 Vulcan
M61 Vulcan je hydraulicky nebo pneumaticky poháněný šestihlavňový, vzduchem chlazený, elektricky odpalovaný rotační kanón typu Gatling, který střílí náboje ráže 20 mm při extrémně vysoké kadenci. M61 a jeho deriváty byly základním kanónovým vybavením amerických vojenských letadel po dobu 50 let. M61 původně vyráběla společnost General Electric, ale po několika fúzích a akvizicích je v současnosti vyráběný firmou General Dynamics.

## Vývoj
Vývoj kanonu začal od roku 1946, kdy letectvo hledalo novou organickou výzbroj pro letouny proudové éry, na něž již nestačila stávající výzbroj. Nově požadované parametry byly zvýšení dostřelu a rychlosti střelby. USAF zadalo zakázku General Electric na projekt Vulcan s požadavkem na šestihlavňový kanon ráže 15 mm s kadencí 7200 výstřelů za minutu.
První prototyp T45 byl dokončen v roce 1949, ráže 15 mm dosahoval kadence 2500 výstřelů za minutu, následující rok (1950) bylo dosaženo kadence 4000 výstřelů za minutu.
V roce 1952 byly vyrobeny a porovnávány dva nové prototypy o větší ráži T171 20 mm a T150 27 mm, z důvodu ověření efektivity munice v cíli, jelikož se ukázalo, že ráže 15 mm je pro tyto účely nedostačující.
Během vývoje a testech letounu F-104 Starfighter se zjistilo, že systém podávání munice s pásem v kanonu T171 je značně nespolehlivý a způsobuje zaseknutí podávacího mechanizmu. Tento problém vyřešili GE vyvinutím nového systému podávání munice bez pásu, jenž velmi zvýšil celkovou spolehlivost kanonu.